# STS-41
СТС-41 — космічний політ багаторазового транспортного космічного корабля «Дискавері» за програмою «Спейс Шаттл» (36-й політ програми і 11-й політ Діскавері), метою якого було виведення на орбіту КА «Улісс».

## Екіпаж
- НАСА: Річард Річардс (2)[2] — командир;
- НАСА: Роберт Кабана (1) — пілот;
- НАСА: Вільям Шеперд (2) — фахівець з програми польоту — 1;
- НАСА: Брюс Мельник (1) — фахівець з програми польоту — 2;
- НАСА: Томас Ейкерс (1) — фахівець з програми польоту — 3.

## Особливості програми польоту

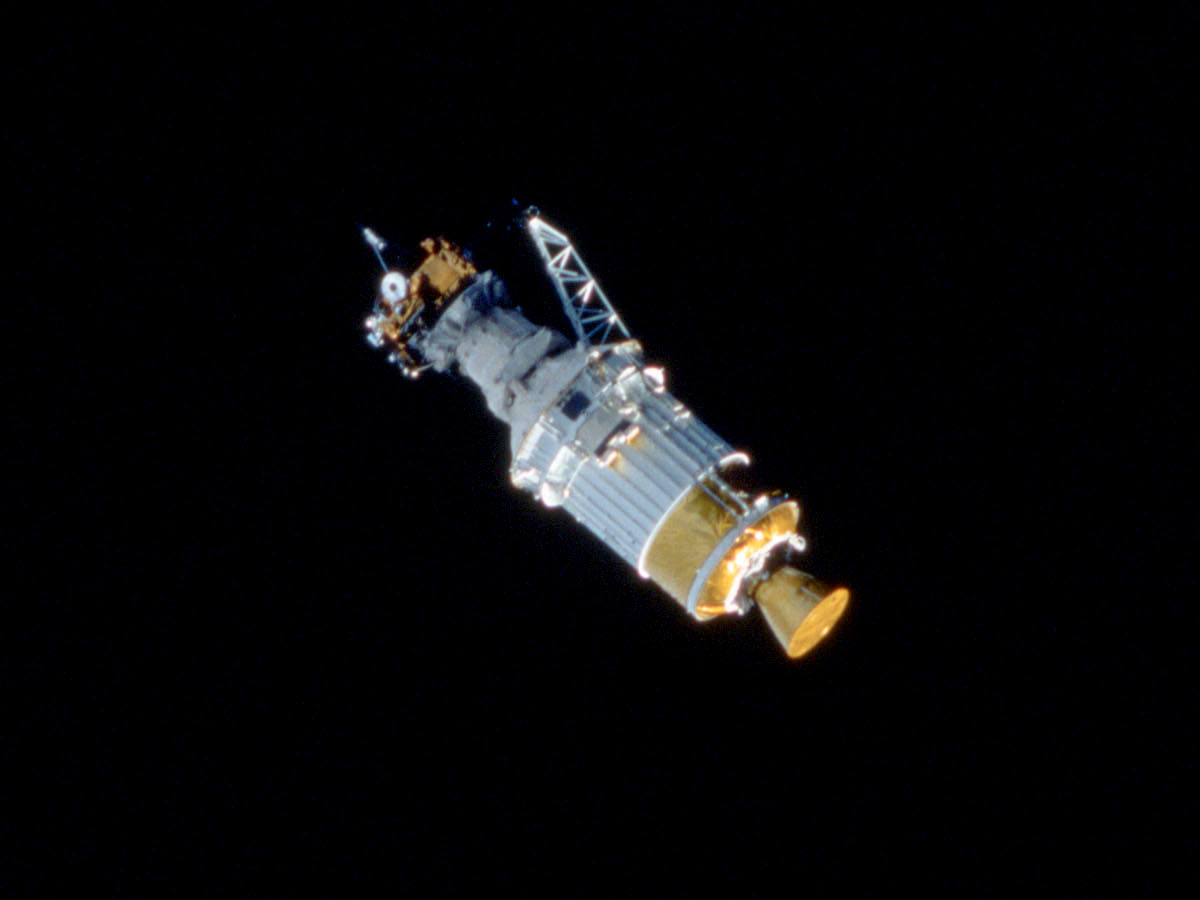
«Улісс» після розгортання, фотографія з шатла

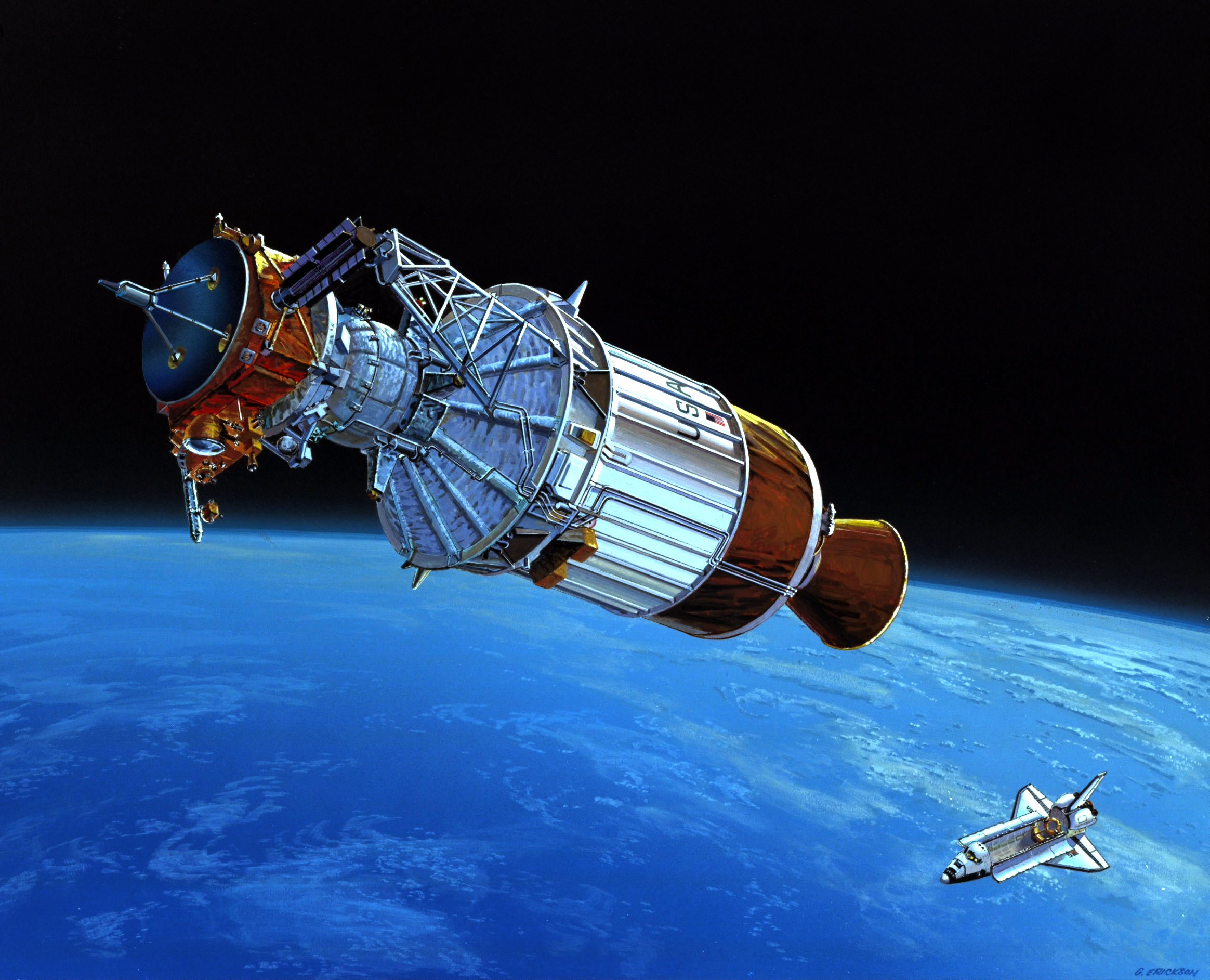
«Улісс»

Космічний апарат «Улісс» є спільним проєктом Європейського космічного агентства (ЄКА) і НАСА. Основним призначенням «Улісса» є вивчення Сонця (причому це перший апарат, який вивчав Сонце не тільки з площини екліптики (екваторіальній), але і з боку полюсів, що дозволяє побудувати точнішу модель навколосонячного простору) і, як додаткове завдання, Юпітера.
Спочатку запуск планувався в 1986 році, проте через катастрофи «Челленджера» був здійснений тільки в 1990 році. Що примітно, «Улісс» загалом пропрацював понад 17 років, що в чотири рази перевищує розрахунковий термін експлуатації. Програма польоту апарата була офіційно завершена 1 липня 2008 року (з причини недостатнього вироблення енергії, необхідної для підтримки орієнтації апарата на Землю).

## Параметри польоту
- Маса апарата
  - При старті — 117 749 кг
  - При посадці — 89 298 кг
- Вантажопідйомність — 28 451 кг
- Нахил орбіти — 28,5°;
- Період обертання — 90,6 хв
- Перигей — 300 км;
- Апогей — 307 км.